# Temperatura de cor

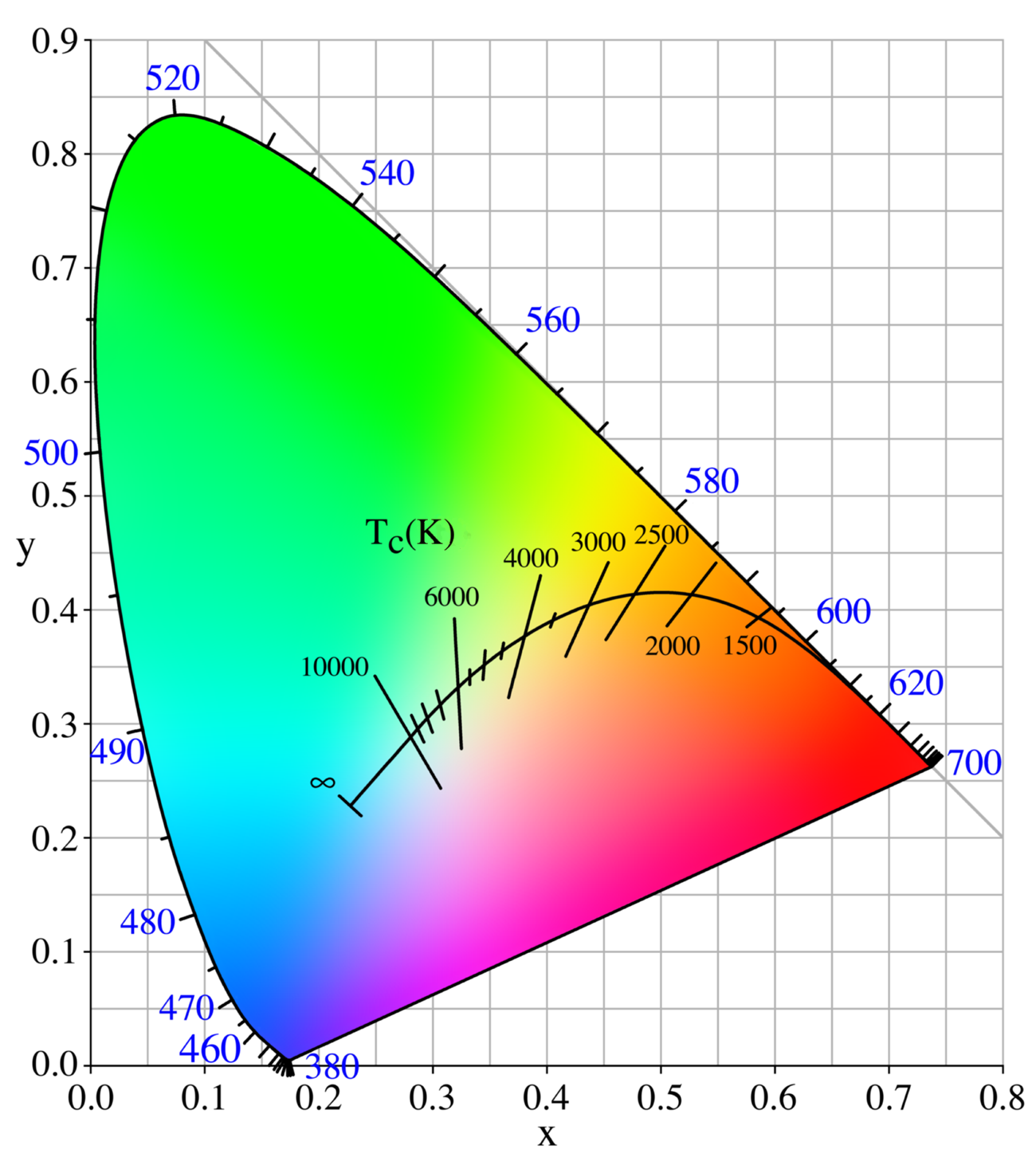

A temperatura da cor expressa a aparência de cor da luz emitida pela fonte de luz.
Esta definição está baseada na relação entre a temperatura de um material hipotético e padronizado, conhecido como "corpo negro radiador", e a distribuição de energia da luz emitida à medida que a temperatura do corpo negro é elevada a partir do zero absoluto (Lei de Wien).
A unidade de medida da temperatura de cor é o kelvin (K). Quanto mais alta a temperatura de cor, mais clara é a tonalidade de cor da luz. Quando falamos em luz quente ou fria, não estamos nos referindo ao calor físico da lâmpada, e sim a tonalidade de cor que ela irradia ao ambiente. Luz com tonalidade mais suave, torna o ambiente mais aconchegante e relaxante; já uma luz mais clara, torna o ambiente mais estimulante.
A temperatura de cor é uma analogia entre a cor da luz emitida por um corpo negro aquecido até a temperatura especificada em kelvin e a cor que estamos comparando.
Ex.: uma lâmpada de temperatura de cor de 2.700 K tem tonalidade amarelada, já uma outra de 6.500 K tem tonalidade azulada.
O ideal em uma residência é variar  1.700 K e 5.000 K, conforme o ambiente a ser iluminado.
Já para trabalhos com edição de imagens deve se buscar uma iluminação de 5.600 K (equivalente a luz natural), isentando-se assim do risco de a iluminação influenciar o resultado final.